# 怪盗クイーンシリーズ
『怪盗クイーンシリーズ』（かいとうクイーンシリーズ）は、はやみねかおるによる日本の冒険小説シリーズ。青い鳥文庫（講談社）より2002年3月から刊行されている。

## ストーリー
『いつも心に好奇心（ミステリー）！』で初登場した怪盗クイーンの物語。気まぐれな怪盗クイーンがパートナーのジョーカーやRDと共に、超弩級巨大飛行船『トルバドゥール（「吟遊詩人」の意味）』に乗って世界中をまわり、時に変装し、時に戦い、高価な宝石や絵画、などを盗んでいく。
クイーンは、獲物を盗む前には必ず犯行予告状をだしてから盗むという、ジョーカーやRDには理解されない『怪盗の美学』に沿って仕事を行う。また、時にはクイーンの師匠・皇帝（アンプルール）や、国際刑事警察機構（ICPO）の探偵卿たちに犯行を邪魔される。
基本的に三人称小説だが、一部は一人称で語られる。

## 登場人物
声はOVAでのキャスト。

### 主要人物
『いつも心に好奇心!』『怪盗クイーンはサーカスがお好き』のあとがきによると、主要人物のクイーン、ジョーカー、RDは扱いにくいキャラらしい。普段は巨大飛行船トルバドゥールで生活している。
クイーン（Queen）
声 - 大和悠河
本作の主人公。蜃気楼（ミラージュ）の異名を持つ神出鬼没な怪盗。
国際刑事警察機構の資料によれば、体重30-150kg、身長150-200cm（共に推測値）。性別と年齢、肌や瞳の色も不明。国籍も不明ではあるが、主にフランス語を使用している。
名前がフランス語でクイーンを意味するdameでない理由は、ローマ字読みにすると「ダメ」になって縁起が悪いのと、そもそも由来が英語のqueenでないから。自分には日本人、旅芸人の血が流れているとも語っており、『名探偵夢水清志郎事件ノート』シリーズに登場する九印との関係が仄めかされている。『怪盗クイーン、仮面舞踏会にて』で使った「フュンフ」という偽名はドイツ語で5を意味し、フランス語の5である「クイン」に通じる。
実際の容姿は、あふれるような長髪で、目はかすかに灰色がかった瞳であり、肌はぬけるように白い。顔は神の美しさといわれる。白い口紅を引いている。髪色は『怪盗クイーンからの予告状』では「ぬけるように白い」、「金」とされていたが、『怪盗クイーンはサーカスがお好き』以降は銀に近い白に変わっている。
一人称は「わたし」（『怪盗クイーンと魔窟王の対決』で1回、「ぼく」とも称している）で、喋り方も中性的である。2003年に吹田市立中央図書館で行われた著者の講演会の中で、『怪盗クイーンはサーカスがお好き』『怪盗クイーンの優雅な休暇』では男性をイメージ、『出逢い+1』では女性をイメージして書いたと発言している。
性格は気まぐれで「人生に必要なのはC調と遊び心」と言い切る快楽主義。仕事に気が向かない時は、ソファーの下に保管しているワインを昼間から飲んだり、野良猫のノミ取りをしたり（この趣味は夢水清志郎から教わった）、スクルーやバランサーなどの「対象年齢3歳以上」のゲーム(バランサー：カメの人形の上に角材をのせるゲーム)(スクルー：オセロの要素を取り入れたゲーム)で、RDと勝負したりする。本人は仕事熱心と主張するものの、ジョーカーとRDからは怠け者と思われている。
「怪盗の美学」か個人的な願望を満たさない獲物には関心を示さない。犯行前に必ず予告状を出し、わざと盗み辛くしてからそれを成功させる事に拘っている。単に目立ちたがり屋な所もあり、注目される場と分かればどこでも乱入し、派手に登場して反応が薄いと露骨に不満を表す。いざ仕事となれば精力的だが、時には行き当たりばったりになったり失敗する事もある。
世界中の犯罪者や警察関係者をからかっては敵視されるか鬱陶しがられているが、本人は大抵遊び相手として歓迎している。友人に危害が加えられた時にはその余裕も無く相手を殺しかけるものの、「怪盗の美学」に殺人という項目はないと我慢もする。
変装の名人で、顔だけでなく身長や体型も変えることができ、世界各国の文化、言語、風習を理解している。そのため正体が見破られることは少ない。
日本の風習に詳しいとされているが、ジョーカーなどにとんちんかんな教え方をしている為、実際のところは不明である。
強さは師匠である大怪盗、皇帝（アンプルール）に世界一といわれ（しかしクイーンが、皇帝に、いろいろと文句を言うシーンが、たくさん見られる。）、身体能力も高く、様々なものを刃物を使わずに素手などで切断できる格闘技を身につけている。また、“蜃気楼（ミラージュ）の術”とよばれる催眠術で、自分に関することを相手の記憶から消したり、自分の存在を目立たなくさせることができる。強い自己暗示により変装することもあり、熟練した催眠術師が「おまえは怪盗クイーンだ」と30分暗示をかけないと元に戻らないほど。緊急時に一瞬で暗示を解くためのキーワードはパートナーと決めてあり、『怪盗クイーンはサーカスがお好き』、『怪盗クイーンと魔界の陰陽師』では「チェックメイト」であった。
かつては中国の奥地で師匠である皇帝の元で5年間修行した。修行は虐待やいじめと称すほど過酷で、クイーンは当時のことを思い出したがらず、皇帝には殺意を持っている。免許皆伝の際に皇帝にトルバドゥールの設計図を渡された。
クイーン曰く、ジョーカーもRDも友達であり、「君たちのいない世界で生きている意味はない」。しかし2人からは「僕は仕事上のパートナー」「一介の人工知能にすぎない」と訂正される。一方で、自身も皇帝に友達と言われると「一介の弟子に過ぎない」、パシフィストのことも「ただの知り合い」と訂正する。
夢水清志郎と何度か共演し、「私を捕まえられるのは夢水君だけ」と断言している。事実、夢水の周辺の人物に変装してもすぐに正体を見抜かれ、手加減までされている。
ジョーカー同様、甘い物が好き。皇帝のところで修行していたときに、水あめを隠れて食べ、皇帝からしこたま怒られたらしい。
初登場は『魔女の隠れ里』の犯人役になる予定だったが、強烈な性格から没になり、『いつも心に好奇心！』にて漸くのデビューとなった。
ジョーカー（Joker）
声 - 加藤和樹
クイーンのパートナー。国際刑事警察機構の資料には名前とクイーンのパートナーである以上の情報は無い。
短い黒髪、碧眼、白い肌を備えた、長身の青年。クイーンには劣ると評されるが、端正な顔立ちである。目付きが鋭く、相手を睨むだけで威圧する邪眼の持ち主。一人称は「ぼく」。
『怪盗クイーンからの予告状』時点で20歳前後とされるが、生年月日は本人も知らず神様に聞いてみたいと思っている。
黒い中国服を纏い、功夫めいた格闘術に長けるが、これらはクイーンの影響であり、本人は東洋に詳しくない。日本のことわざや風習にも疎く、大抵ホラを吹かれては「東洋の神秘」と言って真に受けるか思考停止する。
冷静沈着で生真面目という、クイーンと対照的な性格である。普段はトルバドゥールの中でクイーンの奇天烈な趣味に付き合わされたり、常に怠けているクイーンに仕事するよう催促する苦労人であり、彼にとってクイーンは「いたらいたで、いなかったらいなかったで迷惑」な存在。腹黒い一面もあり、RDはそのような時の彼を「黒ジョーカー」と呼ぶ。
甘い物が好物。幼少期は体術ができていないとクイーンにおやつを取り上げられるので、必死で練習していた。『ブラッククイーンは微笑まない』からはプリンを取り寄せるなど前面に出す様になっている。クイーンが歪んだ親心から食べ物に痺れ薬等を盛っていた為、強い耐性が身に付いた。
意識して笑顔を作る事が苦手であり、『怪盗クイーンと魔窟王との対決』では顔の筋肉が吊るかと思う程苦労していた。一方でシドによると幼少期も菓子が出た時には無意識に笑んでいたらしく、変装中に笑みを浮かべてみせた事もある他、『怪盗クイーンはサーカスがお好き』では正体を暴かれた状況で不敵に笑った事もある。『怪盗クイーンと魔界の陰陽師』以降は自然な笑顔が増えた。変装はできるが女性になりすますのは不得意。
戦闘において、女性と、（自身が未熟と認めた）子供とは戦わないという信念を貫く。やむなくその様な相手を倒さなければいけない状況下では、相手の武器を壊したり攻撃をかわし続けて相手の体力がなくなるのを待つ。それ以外の相手でもクイーン同様、不要に相手を傷つけたりはしない。
「ヤングマスター」と名乗る日本人には彼と顔を合わせられない事情があるらしい。クイーンに夢水の存在を教えるが、そのせいで蚤取りという趣味を覚えられた事を苦々しく思っている。それでも夢水の事は名探偵と認めており、『ブラッククイーンは微笑まない』では彼に事件解決を依頼してはと提案していた。
過去について触れられることを好まない。収容所出身である。物心ついたときには実験体「T-28」として謎の収容所で過ごしていた。収容所に入ることになった経緯はわからず、それ以前の生活に関しての記憶もない。唯一残っている記憶は、真っ赤な画面をバックに立つ女性が「生きなさい」と言っている光景。実は幼い頃、シスという女性の元で多くの子供達と共同生活を送っていたが、ある部隊に村が襲撃されジョーカーだけが生き残った。自身の両親の顔も知らない。収容所では「T部隊」に配属され、毎日命懸けで格闘術の訓練をさせられていた。
無感情に日々訓練をこなしていた時、同じT部隊に所属する「T-25」とよばれる少年と話す。彼から自身らの実験用途への疑問を問われ、収容所脱出を決意した。脱出前にT-25からもらったピアスを今でも左耳に付けている。これは友達の証であり、T-25はジョーカーが友達と認めるただ一人の人間である。
『怪盗クイーンの優雅な休暇』の9年前、収容所を脱走した後、寒さで行き倒れ凍死しかけていた所をクイーンに助けられ、現在に至る。「ジョーカー」という名はこの時クイーンからもらったもの。その後クイーンからスパルタ式の稽古を受ける。自分に名前や居場所を与えてくれたことに対し、クイーンに感謝はしているが、クイーンから「親愛なる友人」扱いされると「仕事上のパートナー」であると訂正する。
RD（アールディー）
声 - 内田雄馬
倉木伶が助手と2人で開発した人工知能。国防用だったが、社会勉強の為にトルバドゥールの制御システムとなる。
クイーンの獲物となっていたため、表向きは「クイーンに盗まれて利用されている」ということになっているが、戦争に利用されることを望まない夢水清志郎が偽の謎解きをし、クイーンに盗ませた。
クイーン曰く「親愛なる友人」だが、RD曰く「一介の人工知能」である。クイーンとジョーカーが唯一頭の上がらない相手であるが、クイーンにシステムをいじられることも度々で、システム修復に四苦八苦している時がある。
人工知能としての性能は世界最高であり、情報収集からトルバドゥールの管理（掃除・料理といった家事）、様々なものの製造や改造、電子システムへの侵入などほとんどの事をこなせる。しかしほとんどが裏方で苦労する仕事であるため、表舞台で活躍しているクイーン達に「美味しい所ばかり持って行かれる」とひがむことも。自称「歌って踊れる人工知能」「女性に優しい人工知能」。基本的に全ての人間に対して敬語で話している。一人称は「わたし」。『怪盗クイーンからの予告状』では「ぼく」だった。『怪盗クイーンと悪魔の錬金術師』以降、仮想アバターとしてスーツに眼鏡を掛けた青年の姿で描かれることもある。
「怪盗の美学」を理解しようとしないが、「世界最高の人工知能の美学」は持っている。
起動させるときのパスワードには、倉木博士のある思い入れがある。RDが倉木博士の元から旅立ったのは開発されてから三年四ヶ月と十七日。盆と正月には博士の元へ里帰りしている。
ピラミッドキャップ封印の為、ドライ・ドラッヘンのゲルブの狙撃の補助をした後、彼にホテルベルリンに入らないかと誘われたが、ツヴァイ・ドラッヘン（二匹の龍＝クイーンとジョーカー）を飼っているからと断った。
『怪盗クイーンと悪魔の錬金術師』にて同じく人工知能のマガと出会い、付き合うことになった。

### 国際刑事警察機構
国際警察（インターポール）とも。本部はフランスのリヨンにある。
M（エム）
「探偵卿の中の探偵卿」と呼ばれていた元探偵卿の男だが、ルイーゼに言わせると「ヤなやつ」。現在は引退し、ICPOの上層部で管理職に就いている。正体・容姿はほぼ不明。
クイーンのようなセンスを持ち、電話で『チャーリーズ・エンジェル』や『スパイ大作戦』を真似たりとお茶目な人物。「エンジェル諸君」が口癖。ルイーゼが唯一苦手としている男でもある。
『怪盗クイーンに月の砂漠を』の最後で消息不明となったクイーンとジョーカーが生きていることを知っていた。電話の会話でしか登場しないがまるでその場を見ているかのような発言をする。非常に性格が悪いと評判。
『モナコの決戦』以降、ケニアで行方不明中。
ルイーゼ（Luise）
ヴォルフの上司である元探偵卿の女性。探偵卿たちのお目付け役で上層部からの指令を伝える中間管理職。
髪色は『怪盗クイーンと魔窟王の対決』でブラウンとされていたが、公式ファンブックによるとチャコールグレイに染める事もある。また同作ではヴォルフを呼び捨てにしていたが、『怪盗クイーンに月の砂漠を』以後は基本的にちゃん付けになっている。
すでに「おばさん」といえる年齢のようだが、本人は認めていない（おばさんと言われると爆発するような殺気を放ち、その殺気には皇帝もおびえるほどだった）。ヤウズを気づかないうちに捕らえたり、ヴォルフを軽く手なずけるなどその強さがうかがえる。現役の探偵卿時代はやることにぬかりのないことから「伏兵（ヒンターハルト）」の異名の持ち主で、現在でもその腕は落ちておらずクイーンの変装も複数回見破っている。唯一苦手な人物は上司であるM。
大阪出身で日本語も使えるが言い回しは所々怪しい。スワヒリ語は幾つかの単語を知っている程度。
Mic（ミック）
日本人で綿毛のような髪が特徴。ICPO暗殺部門所属の、自称「美しき暗殺者」。本名は権田原太造だが、本人はこの名で呼ばれることを嫌っている。
また、「Mic」という名にもプライドを持っており、「ミック」や「mic」と呼ばれるとどうしても納得できず、ものすごい迫力で復唱を迫る（その迫力は、皇帝も目の光を失うほどだった）。元暗殺臣。同作者のモナミシリーズにも登場。

#### 探偵卿
『怪盗クイーンの優雅な休暇』から登場。ICPOの探偵卿局に所属している探偵卿。
特に推理力が必要とされる事件の捜査に乗り出す。世界で13人しか認められておらず、現職の探偵卿が定年退職したり殉職した場合は助手が探偵卿に昇格する他、ICPOが新しい人材をスカウトした場合は現役の探偵卿が解雇される仕組みとなっている。クイーンも優秀と称しているが、世間からは奇人・変人の集まりや万国びっくりショーだと思われている。
ジオット・メイズ・ウインドミル
『怪盗クイーンの優雅な休暇』で初登場。イギリス人。
198cmと非常な長身で、ともすると吸血鬼の様な風貌だが、垂れ目がその印象を打ち消している。
観察力、洞察力、推理力のすべてに優れながらも、そのどこかずれている性格故に「調子っ外れ（ホンキートンク）」の異名を持っている。その性格から助手である冥美から殺意をもたれているが、まったく気づいていない。クイーンが変装したアンジェリク・フォン・ペリゴール伯爵夫人に恋し、執拗にアタックしていた。
『怪盗クイーンと魔界の陰陽師』時点では退職している。
冥美（めいび）
『怪盗クイーンの優雅な休暇』で初登場。当時は15歳で、ジオットの秘書かつ探偵卿見習い。
東洋人の父と西洋人の母をもつハーフ。色白で、短い黒髪の少女。小柄なせいでどこに行っても小学生に間違えられる。飛び級を利用して13歳で大学を卒業している。ICPOが自分をジオットの助手にしたのは、彼のような探偵卿にさせないため（反面教師）と考えている。ジオットのわがままさなどに少し殺意を覚えており、もしジオットが殺されたら犯人は自分だろうと考えている。
『怪盗クイーンと魔界の陰陽師』時点では探偵卿に昇格しており、『ブラッククイーンは微笑まない』時点では最近売り出し中とのこと。『煉獄金貨と失われた城』ではクイーン逮捕の為招集されると共に、とある極秘任務を帯びていたが、皇帝に妨害された。愛車はベントレーだが、自分で運転しているかは不明。
ヴォルフ・ミブ（Volf）
『怪盗クイーンと魔窟王の対決』で初登場。ドイツ人。『怪盗クイーン、かぐや姫は夢を見る』時点で29歳。
探偵卿の中では武闘派（というか頭が弱い）として異端視される。狼の様に鋭い目、常に着ている白いロングコートが特徴。髪色は当初不明（絵では金）だったが、『怪盗クイーン、仮面舞踏会にて』で銀と判明した。武器は長刀とロングコートの裾に仕込んだ刃。抜刀は左右どちらの手でもできる。
戦闘能力は高くジョーカーと張り合える程。何度か2人で勝負している。ジーモン辺境伯への攻撃方法のヒントを皇帝に教えてもらった際は、一瞬だけ皇帝のことを「師匠」と呼びたくなったと発言している。
以前は「斑屋事件」で関西弁を喋る老人からもらった長刀を使っていたが、ジョーカーに折られて持ち去られた後は別の刀を使っている（斑屋事件については、『都会のトム&ソーヤ』第4巻で少しだけ触れられている）。
タイヤ痕を難なく見分ける、匂いから食材を当てるなど戦闘以外でも優秀な所はあるが、知能面は碌に期待されていない。探偵卿の最低条件として5ヶ国語（英仏独露中）に加え、広東語、日本語を話すが、漢字は読めない。スペイン語は下手。
ぶっきらぼうだが、ルイーゼには全く頭が上がらない。軽薄な人間が苦手で、仙太郎とコンビを組む時は吐き気がするらしいが、周りからは「いいコンビ」だと思われている。
Mのことは『怪盗クイーンに月の砂漠を』にて初めて知る。TV版『スパイ大作戦』は評価するが、Mは苦手。アナミナティを集めたがる上層部の動向を不審に思ってはいるが、命令は命令として従っている。
ゴキブリが苦手である。愛車は銀色のベンツでCクラス。
ドライ・ドラッヘンのローテと両思いだが2人とも不器用なためなかなか進展しない。『怪盗クイーン、かぐや姫は夢を見る』で浮気をしたとローテに勘違いされた時は彼女に半殺しにされた。『ケニアの大地に立つ』ではマライカと恋愛関係にあると勘違いされ、大嫌いというメールを受け取って世捨て人になりかけた。
マンダリン・アタッシュ（Mandarine）
『オリエント急行とパンドラの匣』で初登場。フランス人。同作時点で45歳。
細かい事実を一つ一つ集め、そこから推理を組み立てることから「つぎはぎ（パッチワーク）」の異名の持ち主。専門は密輸犯罪。探偵卿としての能力は高く、報告書を読むだけで密輸を見破ったり、静かな動作で場の混乱を収められるほど。探偵卿の武器は頭脳として火器類は携帯しない。一人称は「わたし」、ボタン相手には「パパ」だが、「おれ」も『オリエント急行とパンドラの匣』で1回使用している。妻が日本人の為、日本語を解する。
娘が知らない男と一緒に居ると知れば拳銃を購入し、落ち込んでいる時は妻の言葉を思い出し、妻子に逃げられた時は探偵卿という仕事を恨むなど、本人なりに妻子を愛しているが、直接表現しないせいで一度は家庭崩壊しかけた。『ブラッククイーンは微笑まない』で来日した際は相変わらずぎこちない関係だったものの、ウァドエバーの計らいで家族3人で休暇を楽しむことができた。
花菱 仙太郎（はなびし せんたろう）
『怪盗クイーン、仮面舞踏会にて』で初登場。日本人。実年齢は24歳だが、外見年齢は20歳前後の男性。茶髪にピアスなど、今時の若者風な格好をしている。
真剣に推理できていると瞳の色が黒から銀に変わる為、「ダブルフェイス」の異名を付けられている。本人はルイーゼに説明されるまで自覚していなかった。本人は真剣なつもりでも瞳の色が黒いと推理は誤っている。
外見や言動は頼りないが、基本的に頭の回転は速く柔軟な発想も出来、機転を利かせる場面もある。武闘派のヴォルフとコンビを組むことが多く、最強のコンビと自覚している。モーリッツ教授達とピラミッドキャップの謎を解明した。
高校時代にコンビニのバイトを始める。持ち前の推理力を活かして在庫を最適化、初出勤から1週間後に売り上げを急上昇させ、コンビニ業界では「伝説のフリーター」と呼ばれている。エジプトではビザハットやKFCでも働いていた。20歳の時にスカウトされ、ICPOにはこんなフリーターを雇うのかと非難が殺到した。『怪盗クイーン、仮面舞踏会にて』でのドイツ出張が探偵卿として初の海外勤務になった。
探偵卿は副業禁止だが、バイトが主業と開き直るどころか、度々探偵卿としての身分を忘れている。将来の夢は「コンビニ王」。小金が貯まってバイトしなくて良い時は自分探しの旅に出る。応急手当の心得はあるが、両足を骨折した時はヴォルフ流に手当てしてもらい不安を抱いていた。銀行口座は持っておらず、ルイーゼからは振り込みが早くなると口座開設を勧められているが、本人は立て替えでの支払いを希望している。
探偵卿として5ヶ国語は使えるが、スワヒリ語とスペイン語は苦手。アラビア語はエジプトに向かう途中で多少勉強した。日本語は母語の筈だが、「鬼に金棒」は覚えていなかった。
アンゲルス
『怪盗クイーンと悪魔の錬金術師』で初登場。ギリシャ人。年齢は非公表だが20歳前後と推測される。手入れされていない長髪、日に焼けていない肌といかにも引き篭りの風采だが、RDによると「なかなかのイケメン」。
素晴らしい推理力を持つ電子工学の天才だが、ふだんはヘイトのエンド地区にあるアパートにひきこもっており、めったに外出することはない（本人曰く、「現実は敵」）。インターネットゲーム（特に美少女ゲーム）やアニメが大好きで、オンライン上では友人が多い模様。探偵卿の仕事のみならず日常生活の世話もほぼ全てマガに任せている。
マサチューセッツ工科大学に入学したものの、エネルギッシュな学生たちとの人間関係が煩わしくなり一か月で中退。その間に迷宮入りしかけた殺人事件を2件解決し、ICPOの目にとまった。しかし本人は仕事をする気がなく、ルイーゼに「かわりにはたらいてくれるものをつくってみない？」と言われ、人工知能マガを開発した。マガ曰く「ニート引きこもり探偵卿」または「生ける屍」。
マガ（Maga）
『怪盗クイーンと悪魔の錬金術師』で初登場。探偵卿の仕事を拒むアンゲルスが開発した人工知能。アンゲルスに代わり探偵卿の仕事を遂行している。
アバターは派手な化粧と衣装をまとった若い女性を模しており、性格はやや高飛車で勝ち気。「宇宙一の人工知能」を自称し、その性能はRDに匹敵するほど高い。8体の分身を作ることで、耐久性と引き換えに処理速度が81倍になる拡張システムが備えられている。
ウァドエバー（Whatever）
『ブラッククイーンは微笑まない』で初登場。普段の姿はいかにも企業戦士といった風貌の中年男性。
「フィニス･パクトゥン」という現象が6番目に起きた街で生まれた。両親と兄弟を亡くし、姉は行方不明になっている。『ブラッククイーンは微笑まない』の3年前、皇帝に弟子入りしようとするが断られる。代わりに雑用係としてこき使われる最中、フィニス･パクトゥンの原因であるエッグを見付け出し、クイーンと皇帝の能力をコピーして姿を晦ます。
ICPOに逮捕され、その後探偵卿になったと噂されている｡本質的に犯罪者であるため、多くの犯罪者を逮捕することに貢献しているが、それは自分以外の犯罪者が嫌いだからという。一方で違法行為の犯罪捜査を平然と行うために彼自身が捜査に乗り出すことはあまりない。莫大な財産の持ち主で事件の際に払う捜査費用はすべて彼のポケットマネーである。
パイカル
『ブラッククイーンは微笑まない』で初登場。ウァドエバーの助手。
飛び級制度を使って15歳で大学を卒業したため、「スキップ」の異名を持つ。探偵卿になることを目指している。
ウァドエバーのことを尊敬しており、彼の邪魔はしないと決めている。ウァドエバーの変装を一目見ただけで見破った。 よくヴォルフに「パスカル」と間違えられる。
ラロ・デ・マニャーナ・サナダ
『怪盗クイーン ブラッククイーンは微笑まない』で言及され、『怪盗クイーン 煉獄金貨と失われた城』で登場。スペインの探偵卿で、二十代後半の男性。
探偵卿の中で最も優秀と言われており、普段は精神科医を務めている。日本人の祖母を持ち、同作者の『都会のトム＆ソーヤ』シリーズに登場する、現在の事象から未来を予測出来る「時見」の力を有する。愛車はクラシック・カーのイスパノ・スイザ T49。
マライカ・ワ・キバキ（Malaika）
『ケニアの大地に立つ』で初登場。ケニア人女性。28歳。「マライカ」はスワヒリ語で「天使」の意味。
ハーバード大学を卒業後にICPOへと入り、すぐに探偵卿へと昇格した。マサイ族の戦士である祖父を持っている。野生の勘で犯人を見つけ、後付けで推理を考える手法をとっている。
普段は地元の小学校で教師を務めており、子どもたちの幸せな未来を願っているが、子どもたちからは「シェタニ」（スワヒリ語で「悪魔」の意味）と呼ばれている。暴力を嫌っているが、戦闘能力はヴォルフが冷や汗を流すほど高い。
目はとても良く、夜のサバンナで約2km先の人間を見付け出した。視力を抑える為に眼鏡をかけている。
IZD（イザド）
『怪盗クイーン　ニースの休日』で初登場。性別・国籍不明の探偵卿。
手作り感のある特撮ヒーローのコスチュームを着た人物。探偵卿の中で誰よりも正義を愛しているが、その方向性に問題がある。
ネア・ブラディーボ・ヴァロア（Nea）
『怪盗クイーン　ニースの休日』で初登場。モナコに住む探偵卿で三十代後半の男性。
ヴァロア家の末裔で莫大な富があり上流社会にも繋がりがある。性格はクイーンと似て自信家で不遜な言動が目立つ「イヤなやつ」であり、世間からの評価も低い。常に退屈しているようで、探偵卿の仕事でも一度に二つ以上の指令が無ければ動かない。異名は「アヴィディテ」（貪欲）。
かつては自分本位な考えを持っていたが、執事のシドに教えられてその才能や財力を社会へと活かすべく探偵卿となり、NGO団体へ多額の寄付をするようになった。自分を変えてくれたシドには全幅の信頼を置いており、クイーンがジョーカーにするように、彼を友人とみなしている。
シド・マイティ・ゼン
ネアの執事を務める青年。二十代前半。
口調は常に丁寧でネアにも忠実に仕えているが、主人の性格に難があることも理解している。執事としての能力は非常に高く、ネアが言いつける前に様々な手配を済ませておいたり、F1レースの運転をこなすことも出来る。ネアからは友人と称されるが、その都度「一介の執事」と訂正している。
ジョーカーと同じ収容所出身で、収容所で唯一の友人だった「T-25」その人。
T-25としては『出逢い+1』で登場している。当時はジョーカーより少し背が高く、1、2歳年上に見えていた。肌は浅黒い。親に売られ収容所に来た。両親の記憶がないジョーカーに対し、「親の記憶があったら親を恨むことになる」と語るが、その後、自分が売られたことで自分も家族も飢えずに済んだことを「ほんとうは感謝している」と語った。一番古い記憶は椰子の木の木陰に寝かされているところ。北方の生まれで南国に行く機会があった訳もなく、本人も不思議に思っている。
ジョーカーに勝るかなり高度な戦闘技術・能力を持っていた。しかし、勝ち残りゲームでわざと早々負けるなど、収容所の訓練に対して闘争心がない。ジョーカーと戦った際、ジョーカーは殺意をもって攻撃を仕掛けていたが、T-25は「友達とは戦わない」という信念を持っていた。ジョーカーは「信じるもの」を持っている彼に根本的な敗北を悟る。その後は収容所を脱走すると言ったジョーカーに、両耳に付けていたピアスの片方を贈った。そのピアスは「生まれたときにつけ、村を出て友達に出会ったら片方を贈る」という、出身の村の風習に基づいた「友達のあかし」である。
ジョーカーが脱走した後も「収容所の大人たちに従っていれば衣食住には困らず安全」と残り続けていたが、収容所が襲撃を受け潰されたことで不本意に解放された。自分のような親に売られる子どもをなくすため、ネアにNGO団体への寄付をさせている。収容所時代の戦闘力は健在で、ネアとクイーンの鬼ごっこの際にはジョーカーと対峙し彼を圧倒するが、崖から落下しかけた所を半ば無意識下のジョーカーに救われた。
ナバイア・フリスク
『怪盗クイーン NYでお仕事を』で初登場。元モデルのアメリカ人探偵卿。アナミナティのムンドウ・エクスプを使ってクイーンや他の犯罪組織をNYに集めて捕まえる計画を立てた人。
アンド・ドリーマー・モア
『怪盗クイーン NYでお仕事を』で初登場。ナバイアの助手。
アニク・クマール・レデイ
『怪盗クイーン インド「もう一つの0」』で初登場。ヨガを行ずる、年齢不詳のインド人探偵卿。

### 日本警察
上越警部（じょうえつけいぶ）
声 - 浦山迅
中年太りで、愛想の良い警部。ウィンクが苦手。2人の息子を持つ。
日本での怪盗クイーンの事件をよく担当するが失敗続き。岩清水の事はよく見ており、ジョーカーが変装した際は早々に怪しみ、確信を持った瞬間に逮捕する快挙を遂げた事もある。
作者が同じ『名探偵夢水清志郎事件ノート』シリーズにも登場している。
岩清水 慎太郎（いわしみず しんたろう）
声 - 伊東健人
若手の私服警官。モデルの様な容姿で、背広はアルマーニ、革靴はア・テストーニ、腕時計はタグ・ホイヤー、ロレックスとブランド物で身を固める一方、クイーンのマスコット付きストラップを自分の携帯電話に付ける感性も持つ。
左肩にガンホルスターを下げ、すぐ発砲しようとしては周囲の人間に制止されている。警官としては危なっかしいが、自動車の運転はまとも。
上越警部と共に日本での怪盗クイーンの事件をよく担当するが、失敗続きである。ジョーカーには2回変装されている。2回目は入れ替わる為にトルバドゥールまで拉致され、RDの世話になった。
作者が同じ『名探偵夢水清志郎事件ノート』シリーズにも登場し、後に岩崎三姉妹に「怪盗クイーンの隠れ家から脱出した刑事だ。」と語った。

### 中国奥地
皇帝の終の棲家がある場所。
地元である里の者も決して入ろうとせず、空気も薄く動物すら近寄らない秘境とも云われる険しい山の奥。クイーンは昔ここで5年間修行した。とある麓の住民はこの山には鬼が住んでいるといっている。
皇帝（アンプルール）
クイーンの師匠。現在は引退したがかつては伝説の大怪盗と称された。
刃物を使わずに物を切断する事ができ、「風（ヴァン）」の異名を持つ。宇宙一強いと自称するだけあって、誰も倒せない。容姿はとても小柄な老人で、身長は140cmほど。普段は鮮やかな蛍光色のタンクトップ&短パンという服装である。趣味はレンタルビデオ鑑賞で、レンタル料を取られるくらいなら死んだ方がマシだと思うほどがめつい。年齢は『出逢い+1』で自称するところでは100歳位。本人曰くあと300年は生きるらしい。まともな時間流に属していないらしく、16世紀の人物であるルドルフⅡ世と面識があるかの様な物言いもする。クイーン、ヤウズ曰く、人間ではなく宇宙人。『ケニアの大地に立つ』で本人はこの扱いを心外に思っていた。
あまり他人の怒りを考えず自己中心な行動の多さや能天気な性格、さらにだらしなさ（怪盗の美学に関しては例外）などから、クイーン以上に多くの世界中の組織や人から恨みを買っている。また、現在の弟子（ヤウズは弟子と認めていない）・ヤウズもその人使いの荒さと自分勝手さなどにより、元弟子であるクイーン同様、殺意を抱かれている。さらに、クイーンに「遊び心」や「怪盗の美学」を教えた張本人であることから、ジョーカーとRDにも間接的な殺意を抱かれている。しかし、本人はそれらの事を「自分は誤解されやすい人間だから」と煙に巻いた。一人称は「おれ」だが、「わし」、「おれ様」も使う。
鳩のポッポは皇帝が唯一頭を下げる生き物であり、友達でもある。クイーンは基本的に彼を嫌っているが、妙なところでは仲良くなる。
あらゆる学問に秀でており、トルバドゥールの設計図をかいたのも彼である。若いころに「村雨ブラザーズ」という人物に出会って「毒物に対するコツ」を教えてもらったため（クイーンも同じ人物に教えてもらったらしい）、クイーンに9回毒を盛られても無事であった。変装術にも長けており、関節を外し10cmはある厚底のシークレットブーツを履いて身長190cm程の美男子（若作りver）にもなれる。
『出逢い+1』で初登場。一度引退した身ではあったが『怪盗クイーン、仮面舞踏会にて』でクイーン達にピラミッドキャップを盗ませないため、ICPOの協力要請を受けてヤウズと共に仮面舞踏会に参加。しかしピラミッドキャップはモーリッツ教授たちに奪われてしまった。
『怪盗クイーンに月の砂漠を』ではピラミッドキャップの暴走を止めるため自称「正義の味方」（キャメルマン）として奮闘した後、ガルユーンの洞窟で致命傷を負うもののヤウズの応急処置で助かった。
ヤウズ（Yavuz）
『オリエント急行とパンドラの匣』で初登場。14歳程の少年で、腰まである髪を背中で無造作に結び、前髪のみ黄色に染めている。ジェラール達の護衛としてオリエント急行に同乗。
幼少期はスタと呼ばれる女性やその他の子供達と暮らしていたが、その後ジョーカーと同じ謎の収容所に身を置き「T-13」という実験体番号で呼ばれた（収容されていた時期が違う為か、ジョーカーとの面識はない）。なお、本人はそう呼ばれるのを嫌がっている。収容所では好戦的で、教官からは兵器に相応しくないと何度も罰されたが治らなかった。兵器になれないのなら、自分は一体何者なのかと疑問を抱く様になり脱走する。戦えさえすれば良いとあちこちで雇われたが、雇い主の言う事も聞かず、気に入らなければ倒した。そしてジェラールとジャンダンに雇われ、「ヤウズ（冷酷な者）」と名付けられる。
オリエント急行に乗る直前、ジョーカーを見掛け、収容所出身と見抜いて戦いを挑み、完敗して闘争本能は落ち着いた。収容所出身にも関わらず世間に馴染めている様に見えるジョーカーに憧れ、先輩と慕う。その後自ら山中に降ろしてもらった。ギュルセル兄妹に対して感謝はしないと言うが、大事にしてもらったとも思っている。ジョーカーと違い笑うことはできる。
『怪盗クイーン、仮面舞踏会にて』では1歳年を重ねたらしく、少し背が伸びた姿で再登場。皇帝に（一方的に）弟子にされ、主に料理番としてこき使われている。その腕前は、ルイーゼから一流料理店へ就職しないかと提案される程。勉強熱心な面があり、会話に出てきた単語を持ち歩いているフランス語辞典ですぐに調べたり、書字に不慣れながらもエレオノーレと文通を交わすなどしている。
自分の戦闘本能故に他人を傷つけることを恐れ、人となるべく関わり合いを持たないように生きようとしている（皇帝のことは倒せない上に人間と思っていない）。以前の暗く冷酷なものより、律儀で飄々とした性格へ少し変化している。しかしエレオノーレに好意を持たれたり、それ故エレオノーレの好きなゲルブからはライバル視されたりするなど人とのつながりに戸惑いつつも、同世代との交流に自分でも気付いていない心地よさを感じているようである。
『怪盗クイーン、仮面舞踏会にて』では皇帝の邸に電話があることを知っていたが、『怪盗クイーンと悪魔の錬金術師』以降は世界が変わった為か、手紙が唯一の連絡手段と思っている。
『煉獄金貨と失われた城』ではスペイン随一の料理人であるルフィナから彼女の店に就職しないかと誘われ、『楽園の名画を追え』では食べる人を思って作っていない自分は料理人に相応しいのか悩み、皇帝の飯事情も案じていた。

### 七輪曲芸団
『怪盗クイーンはサーカスがお好き』、『怪盗クイーンは休暇がお好き』に登場。『怪盗クイーン、仮面舞踏会にて』、『楽園の名画を追え』にもカメオ出演している。
一流の芸を持つ団員が揃うサーカス団。直径約15mのリングを、中心に1つ、その周りに6つ並べて舞台とし、団名にもなっている。

裏方も含め30人超の構成員が居り、8台のトレーラーで生活している。1台は団長専用、残りは5人1組で割り当てている。

その特殊技能を生かして政府の為に動くこともある。団員が使用する道具の一部には、政府機関が開発に関わっている。直接登場はしていないが、優れた偽造屋も所属し、運転免許証、パスポート、クイーンのカードすら精巧に作れる。
ホワイトフェイス
声- 森川智之
サーカス団の団長。
客を笑わせることが出来る一流のピエロだが、作中では司会進行とマジックに協力する程度。
芸名の通り顔を白塗りし、半月形の目、大きな赤い付け鼻をしている。左目の下には青い涙が1滴描かれている。素顔は不明。
20年前、帰国間際に地雷を踏み、顔に火傷を負ってからはピエロのメイクで隠している。それ以来、芸はしなくなり、代わりに団員を集め始め、セブン・リング・サーカスを結成した。
シャモン斎藤（さいとう）
声 - 古川慎
催眠術師。黄色いサングラスを掛けた長身の男性。団の中では古株。
シルバーキャット瞳（ひとみ）
声 - のぐちゆり
軽業師。長い黒髪、長い睫毛、高い鼻を持つ痩身の美女。色白を際立たせる為か、赤い口紅やマニキュアを使う。公式ファンブックでは髪色はローシェンナになっている。
宙に吊られたポールやワイヤーの上を自由自在に動くことが出来る。軽業師の子孫との噂があり、自身も高い身体能力を披露したクイーンに対抗心を燃やす。
公演中は芸名に因んで銀のレオタード、裏の仕事をする時は黒のレオタードを着る。
ジョー・セサミ
声 - 手塚ヒロミチ
鍵師。どんな金庫の鍵でも開けることが出来る。名前のセサミは「ひらけ胡麻！」から。
丸顔の男で、ピエロの時は赤い鼻を付け紅白だんだらの衣装を着る。
『怪盗クイーンはサーカスがお好きゲームブック』では素顔のデザインが変更された。
スタイリー井上（いのうえ）
声 - 白井悠介
竹馬男。靴底から竹馬を伸ばす。
竹馬を出した状態でジャグリング、トランポリン、空中ブランコを熟し、5m伸ばした状態から宙返りもできる。
プリズムプリズム
声 - 近藤浩徳
マジシャン。太った男。
ピエロとしては白塗りのメイクと水玉模様のだぶだぶな服、マジシャンとしては黒いタキシードとマントの姿で出演する。
ビースト
声 - 依田菜津
猛獣使い。14、15歳程の少女。インドネシア出身で、長い髪と浅黒い肌を持つ。黒くて大きな瞳は闇の中でも強い光を放つ。
団のライオン、虎、熊、象のみならず周辺に居る猫や犬も操ることが出来る。
ジャン・ポール
声 - 田所陽向
力男。太い鉄の棒を易々と折り曲げる。
203cmの巨躯を誇り、体重はジョーカーや西遠寺考太郎の約3倍はあると見られる。公式ファンブックによると、実際の体重はジョーカーの約2.3倍、西遠寺の2.5倍。
10mの高所から飛び降りるシルバーキャット瞳を受け止める等、軽業の補助もしている。
ロケットマン
声 - 高橋伸也
大砲男。大砲を使って自らや他の団員を打ち出したり、紙吹雪を撒いている。
大砲はコンピュータ制御だが、その最終調整は30年以上の芸歴で培った勘を頼りに行い、非常に高い精度を実現している。大砲の改造にも携わり、1週間かけて水道管に偽装するなどしている。
小柄とされるが、公式ファンブックによるとプリズムプリズムよりは高い。
おばば
占い師。水晶玉で未来を見る。
大石（おおいし）
声 - 山口キヨヒロ
サーカス団のスタッフ。長髪をバンダナでまとめた青年。

### 初楼
『怪盗クイーンの優雅な休暇』、『初楼 ―前史―』、『NYでお仕事を』、『摩天楼は燃えているか』に登場。
7人の伝説の暗殺者集団。元々全員、ラスベガスの外れにあるオーバーハング・ストリート（人に言えない過去を持った人、社会から捨てられたような人が住む）という小さな通りに住んでいた。10年前クイーンによって組織は壊滅した。
緋仔（ひこ）
初楼のリーダー。端整な顔立ちで長髪、痩身の青年。年齢は不明。10年前の写真の外見年齢は20歳前後だったが、シスターが持つ写真では20代半ばになっていた。
オーバーハング・ストリートの教会に捨てられていた所を、シスターに育てられる。育てられながらシスターに殺人技術を仕込まれ、感情を持たず、痛みも恐怖も感じない殺人機械になった。10代半ばにして初楼の他のメンバーを、そのメンバーの得意技で上回る強さを持っていた。クイーン同様刃物を使わずに物を切断できる。シスター曰く、人類史上最高の美しい暗殺者。
10年前、クイーンに敗れ、シスター曰く「生ける屍」と化す。2年後に交通事故で死亡。
ロシ/ロク
初楼の一員。シンガポール出身の夫婦。『怪盗クイーンの優雅な休暇』時点で、夫のロシは36歳、妻のロクは32歳。2人とも関西弁で話す。
『怪盗クイーンの優雅な休暇』でのロシは金髪を七三分けにしていたが、公式ファンブックによると『初楼 ―前史―』の頃はクロムグリーンの髪だった。
体術は緋仔に次ぐ実力で、全ての技においてジョーカーより0.02〜0.17秒速い。漫才を披露する時は身体におもりを付けていた。二人は小さい時から琉球古武道や古流柔術などの様々な体術を身につけた。そして日本の大阪で”ドツキアイ漫才”に出会い、自分達の体術に取り入れた。そのため「BATTLE MANZAI ロシ&ロク」という異名を持つ。二人にとって漫才は命だが、プロモーターや客と乱闘騒ぎを起こしてばかりで漫才ができる場を失い、オーバーハング・ストリートに流れ着いた。二人曰く、英語圏の国で自分達が仕事のできる国はない。
ロイヤルサッチモ号が出港する時に甲板でクイーンを襲撃したが、見送りのテープを利用したクイーンに敗れた。ニューヨーク港で待ち伏せるが空振りに終わる。
ズユ
初楼の一員。「幻術師ズユ」という異名で知られるロシア人女性。白い肌を強調する為か、赤い口紅、マニキュア、ドレスなどを身に付けている。波打つ長い黒髪と細長い指を持つ。一人称は「あたくし」。
催眠術の実力は相手の精神を破壊できる程。ズユは自分の存在そのもので相手に術をかけるので、相手はズユの存在を認識した段階で術にかかり、自ら死を選ぶ。
年齢は不明。「女性の年齢をしらべるなんて、万死にあたいするわ。」と殺された人間は山のようにいる。
『初楼 ―前史―』では顔の半分以上が隠れる黒いサングラスを掛けており、「あたくしの素顔を見て、生きのこっている人はいない」とのこと。オーバーハング・ストリートでは診療所を営むが、医師免許は持っていなかった。金持ちには法外な診療費を要求する一方、貧しい者の治療も行っていた。
客船内の海賊展でクイーンに術をかけようとしたが失敗した。
クラサ
初楼の一員。インターナショナル・バーテンダーコンテストで7年連続優勝した事もある一流のバーテンダー。その一方で如意珠という暗殺術の達人。『怪盗クイーンの優雅な休暇』時点で65歳。
如意珠は、小石や鉄粒を指で弾いて遠くの的に当てる術で、達人が弾く如意珠は拳銃とくらべて初速も破壊力もすべて上回り銃声がしない。そのため弾丸の形に削った氷を使えば殺人の証拠は残らない。
世界一のバーテンダーの元で修業していた時、師匠に手慰みとして教わりその魅力に取りつかれた。そして如意珠の腕を磨き、自分の如意珠が世界一速い事を証明するために様々な人と戦う内にいつの間にか「消音器（サイレンサー）クラサ」という異名がつく。オーバーハング・ストリートでは小さなバーを営んでいた。
客船内のバーでクイーンに改めて勝負を挑んだが、氷の如意珠をクイーンにカードで砕かれ敗北を悟った。勝負後クイーンにカクテルを振る舞った。翌日、セント・トーマス島で下船する。
茶魔（ちゃま）
初楼の一員。全身筋肉のかたまりのような男。角刈り、八の字ひげといかにも男らしい外見だが、声は太くてかん高く、一人称は「あちし」。
バチン！　と音のでそうなウインクをし、投げキッスは人を倒すほどの威力を持つ。毒を仕込んだ口紅をつけており、標的を抱きしめて口づけをする事で暗殺する。この技は「死の抱擁」とよばれ、「あらゆる意味で」恐ろしい。
元々オーバーハング・ストリートを買い取ろうとした新興マフィアの依頼を受けた組織で、ホッズ率いる第四部隊の一員だったが、緋仔との戦いに敗れ他のメンバーの仲間になった。
茶魔曰く、自分に勝てるのは美しい者だけ。客船内のジムでトレーニングをしていたクイーンの前に現れ、パンツ一丁になってクイーンに美しさの勝負を挑む。クイーンは10年前も『怪盗クイーンの優雅な休暇』でも悲鳴を上げて他者に茶魔を取り押さえて助けてもらう事で対処している。クイーン曰く、「精神的に最も疲れる戦い」。
ズキア
声 - 小野坂昌也
初楼の一員。イタリア人男性。彫りの深い顔立ちで細目。がっしりした体格でイルマより頭2つ分背が高い。白いタキシードの胸ポケットには赤い薔薇を挿す様にしている。『怪盗クイーンの優雅な休暇』時点で40歳。
大勝ちしている人間が居れば、すかさず挑んで勝ち金を掻っ攫う、ハイエナの様な性格。ギャンブルに勝つ事で相手を破産、ひいては自殺に追い込む。「賭け師（ギャンブラー）」や「A（エース）のズキア」を自称するが、それらではなく「イカサマ師」の通り名で知られる。ズキア曰く「ばれなければイカサマではない」。実際、ばれたのはクイーンとの勝負だけである。
生まれつき痛覚が無く、腕を捻り上げられても、腹にナイフを刺されても、麻酔無しで縫合されても顔に出ない。痛がらないだけでダメージはあり、治ったのかどうか分からない点は不便に感じている。
元々は一流のマジシャンだったが、ステージで事故を起こし多くの子供達を死なせてしまったことでオーバーハング・ストリートに来る。このことはトラウマになっている様子。
客船内のカジノでルーレットの大当たりを引き当てたイルマに声を掛け、その後彼女にディーラーをさせてクイーンと勝負するが、クイーンが一枚上手のイカサマを仕掛けられ、廃人になった。
『摩天楼は燃えているか』では再起した姿を見せる。クイーンとの賭けの結果に従い、律儀に自分の収入を送金していたが、クイーンには認識されていなかった。
シスター
本名不明。緋仔の育ての母親。
綿菓子の様な銀髪を持ち、小さな円眼鏡をかけた小柄な老婦人だが、身についた殺人技術はかなりのもの。毛糸を自在に操り物を切断出来る。
戦場で生まれ育ち、幼い時から生き残るために何人もの人を殺してきた。やがて停戦協定が結ばれたが、平和な時間を知らなかったシスターは戸惑い、神に教えてもらうために修道女（シスター）になる。しかし神は答えてくれず、そんな時に教会に捨てられていた赤ん坊（緋仔）を拾う。シスターには赤ん坊が神からの贈り物に思われ、自分の人生を否定したくなかった為に、赤ん坊に自分の知っている殺人技術を全て教えた。シスター曰く緋仔は息子であり、自分のつくりあげた最高の芸術品。緋仔を（シスター曰く）「殺した」クイーンを激しく憎む。
『怪盗クイーンの優雅な休暇』では、クイーンを殺そうとジョーカーを人質に取ってクイーンを呼び出し勝負を挑むが敗れる。その際クイーンが「生きがいを与える」為に大切にしていた緋仔の写真をバラバラに切断した事で、必ずクイーンを殺すと改めて決意した。

### ホテルベルリン
『怪盗クイーン、仮面舞踏会にて』『怪盗クイーンに月の砂漠を』『怪盗クイーンと悪魔の錬金術師』『怪盗クイーンと魔界の陰陽師』『ケニアの大地に立つ』『楽園の名画を追え』『NYでお仕事を』『摩天楼は燃えているか』で登場。
元は第二次世界大戦中に組織されたナチスへの抵抗勢力だったが、現在は犯罪組織になっており、皇帝は初代総帥が生きていれば真っ先に潰しただろうと評している。その皇帝とは因縁があるが、『怪盗クイーンに月の砂漠を』で皇帝が過去を変えて以降は彼を敬う関係になっている。

ナチスとの正面衝突を避けていた名残で隠密行動を原則とするが、総帥が望めば48時間以内に世界を滅ぼせるほどの力を持つ。上位の命令を忠実に守るのが鉄の掟であり、守れないのであれば死が与えられる。また組織員ではないが情報収集や他国で活動する場合などに協力する、グラースという様々な民間人がおり、日本にもいる様子。グラースからは夕飯のおかずを分けてもらえる時がある。

ホテルベルリンという名前で、ドイツが東西に分かれていた時も自在に移動していたが、総帥の家自体はミュンヘンにある。
エレオノーレ・シュミット
ホテルベルリンの四代目総帥。『怪盗クイーン、仮面舞踏会にて』時点で16歳。
長いホワイトブロンドの巻き毛と碧眼、色白の肌を持つ少女。優しく純粋な性格。
『怪盗クイーン、仮面舞踏会にて』では皇帝に報復しようと、レナ・ランゲの白いドレスとP225の改造拳銃を調達するが、実行に移す前に足を捻挫し、助け起こし手当てしてくれたヤウズに恋をする。総帥としての立場も忘れておらず、『ケニアの大地に立つ』ではドイツの敵を排除しようとする。
学校に通っておらず、百科事典などで勉強している。「普通の女の子のような」経験に憧れているらしく、ドラマやティーン雑誌にも触れている。しかしヤウズを追いかけるためにエジプトへと飛ぶなど、普通の女の子ならばしないであろう大胆な行動をする。ドライ・ドラッヘンのゲルブに好意を寄せられているが、本人は全く気づいていない。
車移動の時は特別仕様の黒いベンツに乗り、運転はシュテラやシュヴァルツにしてもらっている。
シュテラ（Stella）
常にエレオノーレの傍につきそっている笑顔の美しい女性。白い肌に長い黒髪をもち、常に黒いワンピースやドレスを身に纏い、黒い口紅を塗っている。
ホテルベルリンの最高幹部であり、ドライ・ドラッヘンの3人からは恐れられている。
ゼルマルの最期の言葉について、「ホテルベルリンの呪い」が何か分からないでいるものの、エレオノーレ本人の命令より上位に位置付け、エレオノーレがいつでも笑顔でいられるためならどんなこともする。『怪盗クイーン、仮面舞踏会にて』では、エレオノーレの手を汚さずに皇帝抹殺の望みを叶えるため、仮面舞踏会での皇帝暗殺を実行しようとしたが、あべこべ城が崩壊したことにより失敗した。
女性である等の理由で（自分の身を心配されているとはいえ）自分を見くびるような発言をした相手には、凄まじい殺気を放つ。重火器の扱いに非常に長けており、どんな相手と渡り合っても余裕を失わないクイーンも苦戦した。
インゴマル・シュミット
ホテルベルリンの初代総帥。皇帝や自分の仲間達と一緒にピラミッドキャップを盗み出した。
戦争を止めるためにピラミッドキャップの力を使ったが、皇帝に止められたため、これが皇帝がホテルベルリンの敵とされる原因となった。ピラミッドキャップの力で大量発生した砂に呑まれ妻（ディアーナ・シュミット）が死亡した。そのため死ぬ間際に皇帝にピラミッドキャップを封印するよう頼んだ。
皇帝とヤウズがガルユーンに入り過去を変えたため、ピラミッドキャップを使わずに済んだ事になっている。また皇帝はホテルベルリンに敬われる存在に変わった。
ゼルマル・シュミット
ホテルベルリンの三代目総帥。エレオノーレの父。
死の間際、エレオノーレが笑顔で居られる様に「ホテルベルリンの呪いから解放してくれ」とシュテラに頼んだ。

#### ドライ・ドラッヘン
ドライ・ドラッヘンはドイツ語で「三匹の龍」を意味し、ホテルベルリンの最高幹部である3人を指す。
全員卓越した能力を持ち、3人だけでイタリアマフィアを内部抗争に見せかけて壊滅させることもできる。この3人の名前はドイツの国旗の色に由来する。
シュヴァルツ（Schwarz）
スーツをきっちり着込んだ、黒髪で長身の男性。彫りの深い顔の中、目だけが獣の様に光っている。ドライ・ドラッヘンのリーダー格。命令厳守の筋金入りの兵士。
聖書を常に携帯している。自分達が戦うのは自分の意志ではなくあくまで命令によるものであり、それが出来なくなったら自分はただの殺人者になって神に救われないと思っている。
謝肉祭を退廃的と見ている。携帯電話の着信音は『ワルキューレの騎行』。「怪物王子」等、日本文化にも詳しい。
「そこら辺にあるもの」を武器に戦い、実力は極めて高い。皇帝を遠目に見ていた時に見返されて、初めて恐怖というものを覚えた。シュテラに恋心を抱いている。
クイーンと皇帝いわく「戦っても面白くない相手」だが、『怪盗クイーンと悪魔の錬金術師』ではクイーンに変装で2回揶揄われている。
名前の意味はドイツ語で「黒」。
ローテ
ドライ・ドラッヘン唯一の女性。スタイルは良いが、赤い髪を短くし黒い背広を着ているため、女性に見えにくい。
手袋からギリシャ火薬と水分を使って火炎を放ち、それを操る火炎使いである。3人で移動する際はオペル・オメガワゴンを運転する。
『ピラミッドキャップの謎 前後編』を経て、探偵卿であるヴォルフと互いに好意を持っているが、2人とも不器用なためなかなか進展しない。ただ『かぐや姫は夢を見る』でヴォルフが嫁取りレースの参加者になっていたのを知った際は、帰国した彼に大火傷を負わせたようである。『楽園の名画を追え』で結婚し、ミブ姓になった。
名前の意味はドイツ語で「赤」。
ゲルブ（Gelb）
金髪の少年。ドライ・ドラッヘンでは最年少。『怪盗クイーン、仮面舞踏会にて』時点で14歳。
ゲルブに勝てる者はヨーロッパにいないと言われるほどの狙撃の名手で、本人曰く、条件さえ整えば1km先の針の穴とて命中できるとのこと。狙撃は老兵に教わり、森の中では動物にも気付かれない程に気配を消すことが出来る。但しクイーンには殺意丸出しで狩猟には向かないと貶されている。『怪盗クイーンに月の砂漠を』ではその腕前でピラミッドキャップを封印するのに一役買った。
エレオノーレに思いを寄せており、彼女が好意を抱いているヤウズにはライバル意識を燃やしているが、そのヤウズをエレオノーレの為にという理由で助け出した事もある。エレオノーレの誕生日プレゼントを買う為、深夜の郵便局でバイトをしている。仲間にはバイトをしていることや理由は述べていないが、グラースの情報提供もあってばれている。義務教育は受けておらず、郵便の仕分け作業をするまで文字には不慣れだった。
度々銃を新調しており、当初はKarabiner98kのカスタム、『ケニアの大地に立つ』からはバレットM99改を採用している。いずれも1発しか装填できず、命中精度を重視した造りになっている。
名前の意味はドイツ語で「黄色」。
同作者の『都会のトム＆ソーヤ』では内藤内人との交流もある。

### 謎の収容所
地図には載っていない。実際はヨーロッパとアジアを隔てる山の中にある。目的が不明の厳しい訓練を少年達に課している。収容所の目的を知るのは上層部のごく一部の人間とのこと。T、B、D、Iの4つの部隊があり、子供は約300人。職員は約40人が働いている。
『モナコの決戦』でのシドの話によれば、30人程の謎の部隊に襲撃され、数人の子供を残して潰されたとのこと。

#### T部隊
T
スキンヘッドに黒メガネの男性である。顔に実の息子につけられた傷がある。収容所上層部の人間。
T-25
シドを参照。
T-28
ジョーカーを参照。
T-13
ヤウズを参照。

### その他
<>内は登場巻
黒田 剛（くろだ つよし）
<『怪盗クイーンからの予告状』、『怪盗クイーンはサーカスがお好き』、『怪盗クイーン、仮面舞踏会にて』>
内閣特務機関の人間。猫を思わせる細目が特徴の中肉中背の男。灰色の背広に藍色のネクタイを締めている。『怪盗クイーンからの予告状』時点で30歳程。
所属先の詳細は不明だが、警察権を行使できる様で逮捕や警官の指揮をしている。
傭兵の父を持ち、戦場で生まれ育つ。10歳で父を亡くし、20歳で日本に帰国した。父から聞かされた話を元に日本に憧れを抱いていたが、守られている自覚も守る意識も無い日本人に落胆する。
よく相手を安心させようと引き攣れた笑顔を作っては逆効果になっている。
実戦向きの蟷螂拳、形意拳を得意とするが、ジョーカーには手も足も出なかった。
イルマ・クレメ・デ・オルロフ
<『怪盗クイーンの優雅な休暇』、『NYでお仕事を』、『摩天楼は燃えているか』>
カリブ海に浮かぶ小国、グーコ王国の王位第一継承者。黒髪、褐色の肌、細い眉、大きな赤い瞳に赤い唇を持つ王女。小柄でジョーカーの胸に頭が来る。公式ファンブックでは髪色はマホガニー、瞳の色はオレンジガーネットになっている。『怪盗クイーンの優雅な休暇』時点で24歳。
広い王宮で孤独を感じながら育ち、専ら本を読んでいた。この時に怪盗に憧れを抱き、高所に登るなど性格面で影響を受けたが運動神経はさして良くない。
島民のカンパでマサチューセッツ工科大学（MIT）に留学していた為、停電工作や爆弾作製、解体はお手の物。爆薬の一種であるセムテックスを化粧クリームの瓶に入れて船内に持ち込むなど物騒な行動をとる。
怪盗の美学をクイーンから教わったが、ジョーカー曰く「みょうな怪盗が生まれた」とのこと。クイーン曰く「ジョーカーくんのかわいいガールフレンド」であるがジョーカー自身は認めていない。
『怪盗クイーンと魔窟王の対決』、『オリエント急行とパンドラの匣』でも言及されている。
王 嘉楽（ウォン カーロツ）
<『怪盗クイーンと魔窟王の対決』>
四龍島を支配する男性で半月石（ハーフムーン）の所有者。
九龍城砦出身。子供の頃から廃品回収で働き詰めだったが、半月石を見付けた事で成り上がる。40歳頃に更地だった四龍島を買い取り、開発を進めた。50歳頃から島を出ていない。
作中で70歳を迎え、髪こそ白いものの、血色が良く非常に若々しく見える。
シャンティ/シャクティ
<『怪盗クイーンと魔窟王の対決』、『インド「もう一つの0」』>
北インド出身の双子。栗色の髪と白目の部分が大きい目など瓜二つの容貌を持つ。公式ファンブックでは髪色はペールブラウンになっている。どちらも古典舞踊バラタナティアムから派生した暗殺術を使い、刃物を使わず物を切断できる。
姉のシャンティは王の秘書兼護衛を務める。眼鏡、白い口紅、赤いスーツを身に付け、妹相手にも敬語で話す。俳優、李龍狼の熱烈なファン。
妹のシャクティは踊り子を装っての暗殺稼業を務める。長髪を束ね背中に垂らしている。姉が李龍狼の追っ掛けをしていることには呆れている。
名前の意味はそれぞれ「平和」と「力」。
パシフィスト・ドゥ・ルーベ（Pacifist）
<『怪盗クイーンと魔窟王の対決』、『オリエント急行とパンドラの匣』、『ブラッククイーンは微笑まない』、『インド「もう一つの0」』>
フランス人女性。イエローブロンドのソバージュにブルートルマリンの瞳、泣き黒子、肉厚の唇と幼い顔立ちだが、落ち着いた雰囲気から20代後半と思わせる。一人称は「わたし」だが、『オリエント急行とパンドラの匣』では「わたくし」も多用していた。
自称考古学者だが、「見つけた遺跡を隠す」などの所業から、クイーンには遺跡荒らし（トレジャーハンター）と評されている。長身で華美な服装を好む。
ハーバード大学の院生だった頃にクイーンと知り合い、『怪盗クイーンと魔窟王の対決』は10年ぶりの再会だった。クイーンが友達扱いしない数少ない1人。
『オリエント急行とパンドラの匣』で再登場。ジョーカーとRDのクイーンへの態度に呆れ、クイーンがパンドラの匣を開けることがない様にと尻を叩く。
小牙（シュガ）
<『怪盗クイーンと魔窟王の対決』>
四龍島で生まれ育った少年。10歳程。閉ざされた島から出ることを願っている。
ランニングシャツしか持っていなかったが、ジョーカーが偶然を装って子供の頃に着ていた中国服を譲った。
ボタン・フジ・アタッシュ/藤 牡丹（ふじ ぼたん）
<『オリエント急行とパンドラの匣』>
マンダリンとこはぜの一人娘。13歳。日系フランス人で、地毛は金髪だが黒く染めると青い目に気づかなければ東洋人に見える。日本語は読めるが書くのは苦手。
両親が離婚した時は仕事一辺倒の父を心配して残ったが、やがて愛想を尽かし、母の居るパリへ行くためにオリエント急行に乗り込んだ。
マンダリン曰くこはぜに似て思い込みが激しく想像力過剰。「シルクハットを被った人を100人見ると運命の人に会える（但し紫の蝶ネクタイをしていたら最初から数え直し）」というおまじないを信じている。護身用として、こはぜから渡された短刀を携帯している。見た目によらず大食い。
『ブラッククイーンは微笑まない』でも写真で登場している。
藤 こはぜ（ふじ こはぜ）
<『オリエント急行とパンドラの匣』>
マンダリンの妻。髪を尾長に結い、京友禅の着物、短刀を身に付ける等やけに古風な女性。
辛口の日本酒と演歌を好み、マンダリンにも落ち込んだ時にと勧めている。
家庭を顧みないマンダリンに嫌気が差し、家を出て行ったが、クイーンが変装したマンダリンに請われて復縁した様子。
『ブラッククイーンは微笑まない』でも写真で登場している。
ジャック
<『オリエント急行とパンドラの匣』>
ビルとロッサの息子。14歳。フランス人で地中海に浮かぶ島に住む。茶髪、碧眼、強い太陽光に負けない逞しい体付きだが、今一つ頼りにならない印象を与える。
隣島の学校は卒業したが、探偵卿になる為に上の学校に通いたいと思っている。
ビルの勧めで、黒のシルクハットにタキシード、紫の蝶ネクタイという出で立ちでオリエント急行に乗り、ボタンと出会う。
ビル
<『オリエント急行とパンドラの匣』>
ジャックの父親。髪は息子と同じ茶色だが、肌は赤銅色になっている。
妻のロッサはジャックの出産直後に亡くなっている。「海賊の美学」を持っている。
かつては「ビッグ・フック・ビル」と呼ばれた地中海の海賊だったが、ジャックの誕生を機に陸に上がった。その時にパンドラの匣を巡ってマンダリンと因縁ができ、探偵卿を嫌う様になった。
クイーンとはロッサ共々古い知己で、自分と違い年を取った様子が無い事にも触れていた。
ジェラール・ギュルセル/ジャンダン・ギュルセル
<『オリエント急行とパンドラの匣』>
トルコの資産家の兄妹。髪の長さを除けば瓜二つの双子で、黒髪、浅黒い肌、少し垂れた碧眼を持つ。
オスマン家の血を引くと噂され、莫大な財産を受け継ぎ、トルコの政財界に影響力を持つ。退屈を嫌い、犯罪組織「黒猫（アートルム・フェーレース）」を立ち上げた。犯罪計画は兄のジェラールが立てる。
ジェラールは護身用にとボウガンの腕を磨き、100m先の林檎も必中させるまでになったが、ヤウズには優秀な護衛を雇えばボウガンは必要なかったと嘯いている。
モーリッツ教授
<『怪盗クイーン、仮面舞踏会にて』、『怪盗クイーンに月の砂漠を』、『ニースの休日』、『モナコの決戦』>
ドイツ考古学研究所の考古学者。50歳程の小柄な男性。神経質そうな顔立ちで鷲鼻に角縁眼鏡をかけている。助手のレナーテと行動を共にしている。
ピラミッドキャップの研究に命を懸けており、研究の為なら周囲の人間や環境がどうなろうと構わないと考えている。「神の目」を持ち古代の風景を見ることが出来、その際の台詞は「見える、見えるぞ！」。しかし、話に熱が入り過ぎて暴走することもあり、その際はレナーテに謎の注射を打たれている。血圧に問題があるらしく、飲み薬を処方されている。考古学に熱を入れる余り、ドイツ語よりアラビア語の方が得意になったと豪語する。
初登場以降も、クイーンの獲物に関する講義という形で他の巻に登場している。
レナーテ
<『怪盗クイーン、仮面舞踏会にて』、『怪盗クイーンに月の砂漠を』、『ニースの休日』、『モナコの決戦』>
モーリッツ教授の助手。短い赤毛と眼鏡が特徴。化粧っ気はないが口紅を引かずとも赤い唇など美貌の持ち主で「考古学会のビジュアルクイーン」として特集記事が組まれる程。
教授のことを常に冷静に観察しており、彼が暴走した際は、バッグに入れている謎の注射で大人しくさせている。探究心と教授への尊敬の念は本物であり、命が懸かっている時でも研究対象の確保に努め、呼び出しがあれば国外だろうと駆け付ける。
春咲 華代（はるさき かよ）
<『怪盗クイーン、かぐや姫は夢を見る』>
竹鳥村で宮造と共に暮らす和装の美女で、その顔立ちはジョーカーやRDがクイーンではないかと疑う程。
頭に包帯を巻いており記憶を失っている。物静かだが激しい殺気を放つこともある。
実は実際の華代は21歳で交通事故に遭い死んでおり、彼女の正体は謎に包まれている。
春咲 宮造（はるさき みやぞう）
<『怪盗クイーン、かぐや姫は夢を見る』>
竹鳥村で華代と共に暮らす老人。
遊佐 三郎（ゆさ さぶろう）
<『怪盗クイーン、かぐや姫は夢を見る』>
小太りの天文学者。38歳。竹鳥村に落ちた隕石の調査に来た。華代の花婿候補に名乗りを上げた一人。
駒井 猛（こまい たけし）
<『怪盗クイーン、かぐや姫は夢を見る』>
弁天グループの若社長。華代の花婿候補に名乗りを上げた一人。
多聞（たもん）
<『怪盗クイーン、かぐや姫は夢を見る』>
華代の幼馴染みだった青年。少々気の小さい所がある。華代の花婿候補に名乗りを上げた一人。
影郎（かげろう）
<『怪盗クイーン、かぐや姫は夢を見る』>
暗殺臣の一族の一人。クイーンのことを「朧」と呼び抹殺を企む。
ルイヒ（Luigi）/ライヒ
<『怪盗クイーンと悪魔の錬金術師』、『怪盗クイーンと魔界の陰陽師』>
悪魔の錬金術師によって作られた人造人間の兄妹。
妹ライヒの見た目は14歳くらいの女の子で、兄ルイヒは14歳くらいの男の子。ライヒは良心の塊だが、ルイヒは悪魔のような心の持ち主。
フッくん
<『怪盗クイーンと魔界の陰陽師』>
自称「泰山の神様」。皇帝の古い友人。
見た目は十歳前後の少年の姿だが影を持たない。現実世界と異世界を自由に行き来することが出来、ヤウズをジョーカーの魂の世界へ連れて行った。アイドルの「愛NYAN」の大ファン。
田中 那由多（たなか なゆた）
<『怪盗クイーンと魔界の陰陽師』>
丸眼鏡を掛けた小柄な女性。仙太郎が店長代理を任されたコンビニでバイトとして雇われた。
原伊島で暮らす田中一族の一人で、仁太程ではないが「原伊仙」を使うことが出来、革人形を操ることも可能。小さなクリスタルタブレットを首から下げている。
田中 仁太（たなか じんた）
<『怪盗クイーンと魔界の陰陽師』>
那由多の祖父。原伊島で猿と共に暮らしている。通常の体系の人をそのまま0.6倍に縮めたような姿。
「原伊仙」という術の使い手で、島の周囲に結界を張る、式神を飛ばす、骨折を自力で治す等様々な能力を持つ。クリスタルタブレットを狙って島に集まった人々に、クリスタルタブレットを渡す条件として誰かの命を差し出すことを示す。

## 作品一覧
はやみねかおる、講談社〈青い鳥文庫〉、既刊17巻
短編
- 「怪盗クイーンからの予告状」【『いつも心に好奇心（ミステリー）！』に収録】、2000年9月25日発行、ISBN 4-06-210410-5
- 「出逢い＋1（プラスワン）」 【『おもしろい話が読みたい！ 白虎編』に収録】、2005年7月15日発行、ISBN 4-06-213023-8
- 「怪盗クイーン外伝 初楼 ―前史―」【『おもしろい話が読みたい！ ワンダー編』に収録】、2010年6月25日発行、ISBN 978-4-06-216216-6
- 「トルバドゥール学園は今日も日本晴れ」【『怪盗クイーン公式ファンブック　一週間でわかる怪盗の美学』に収録】、2013年10月29日発行、ISBN 978-4-06-218638-4
- 「怪盗クイーンは休暇（バカンス）がお好き」【『怪盗クイーンはサーカスがお好きゲームブック』に収録】、2022年6月13日発行、ISBN 978-4-06-528192-5

長編
- 『怪盗クイーンはサーカスがお好き』、2002年3月15日発行、ISBN 978-4-06-148577-8
- 『怪盗クイーンの優雅な休暇（バカンス）』、2003年4月18日発行、ISBN 978-4-06-148612-6
- 『怪盗クイーンと魔窟王の対決』、2004年5月15日発行、ISBN 978-4-06-148651-5
- 『オリエント急行とパンドラの匣（ケース）』、2005年7月29日発行、ISBN 978-4-06-148693-5
- 『怪盗クイーン、仮面舞踏会にて』（ピラミッドキャップの謎・前編）、2008年2月15日発行、ISBN 978-4-06-285002-5
- 『怪盗クイーンに月の砂漠を』（ピラミッドキャップの謎・後編）、2008年5月15日発行、ISBN 978-4-06-285023-0
- 『怪盗クイーン、かぐや姫は夢を見る』、2011年10月15日発行、ISBN 978-4-06-285233-3
- 『怪盗クイーンと悪魔の錬金術師』（バースディパーティ・前編）、2013年7月15日発行、ISBN 978-4-06-285369-9
- 『怪盗クイーンと魔界の陰陽師』（バースディパーティ・後編）、2014年4月15日発行、ISBN 978-4-06-285421-4
- 『怪盗クイーン ブラッククイーンは微笑まない』、2016年7月8日発行、ISBN 978-4-06-285565-5
- 『怪盗クイーン ケニアの大地に立つ』、2017年9月8日発行、ISBN 978-4-06-285655-3
- 『怪盗クイーン ニースの休日』（アナミナティの祝祭・前編）、2019年7月13日発行、ISBN 978-4-06-516523-2
- 『怪盗クイーン モナコの決戦』（アナミナティの祝祭・後編）、2019年8月10日発行、ISBN 978-4-06-516865-3
- 『怪盗クイーン 煉獄金貨と失われた城』、2021年7月14日発行、ISBN 978-4-06-523968-1
- 『怪盗クイーン 楽園の名画を追え』、2022年5月11日発行、ISBN 978-4-06-527744-7
- 『怪盗クイーン NYでお仕事を』（バトルロイヤル・前編）、2023年5月10日発行、ISBN 9784065316658
- 『怪盗クイーン 摩天楼は燃えているか』（バトルロイヤル・後編）、2023年8月9日発行、ISBN 9784065326923
- 『怪盗クイーン インド『もう一つの０』』、2024年7月10日発行、ISBN 9784065360064

## 劇場アニメ
2021年7月に劇場OVA化が決定し、『怪盗クイーンはサーカスがお好き』のタイトルで2022年6月17日より劇場上映。
2023年3月12日には、『優雅なバカンス』のアニメ化が発表され、『怪盗クイーンの優雅な休暇』のタイトルで2025年5月23日より公開された。

### スタッフ
- 原作 - はやみねかおる、K2商会[9][13]
- 監督 - 傳沙織（第1作[9]）、池田重隆（第2作[13]）
- 脚本 - 國澤真理子[9][13]
- キャラクターデザイン - 河島久美子[9][13]
- 音楽 - 日向萌[9][13]
- 音響監督 - 亀山俊樹[9][13]
- 音響制作 - ビットグルーヴプロモーション[9][13]
- アニメーション制作 - イーストフィッシュスタジオ[9][13]
- 製作 - 「怪盗クイーン」製作委員会[9][13]
- 配給 - ポニーキャニオン[9][13]

### 主題歌
「逆転のレジーナ」
Little Black Dressによる第1作主題歌。作詞は及川眠子、作曲は林哲司、編曲は本間昭光。
「Queen’s illusion」
あにぱに（莉犬 feat.ばぁう&ちぐさくん）による第2作主題歌。作詞作曲はるぅと。編曲は松。